# HAProxy
HAProxy est un logiciel gratuit et open source qui fournit un équilibreur de charge haute disponibilité et un proxy inverse pour les applications TCP et HTTP qui répartissent les requêtes sur plusieurs serveurs.
Cela est utile pour les applications à gros trafic qui peuvent notamment avoir des pics d'utilisateurs. 
Il est écrit en C et a la réputation d'être rapide et efficace (en termes d'utilisation du processeur et de la mémoire).
HAProxy est utilisé par un certain nombre de sites Web de premier plan, notamment GoDaddy, GitHub, Bitbucket, Stack Overflow, Reddit, Slack, Speedtest.net, Tumblr, Twitter, et Tuenti et est utilisé aussi sur Amazon Web Services.

## Histoire
HAProxy a été écrit en 2000 par Willy Tarreau, l'un des principaux contributeurs au noyau Linux, qui maintient toujours le projet.
En 2013, la société HAProxy Technologies, LLC est créée. La société propose une offre commerciale, HAProxy Enterprise et des contrôleurs de livraison d'applications basés sur des appareils nommés ALOHA.